# Els Aüts
Els Aüts són una serra que es troba al sud-est de Mequinensa, Baix Cinca, a la Franja de Ponent.

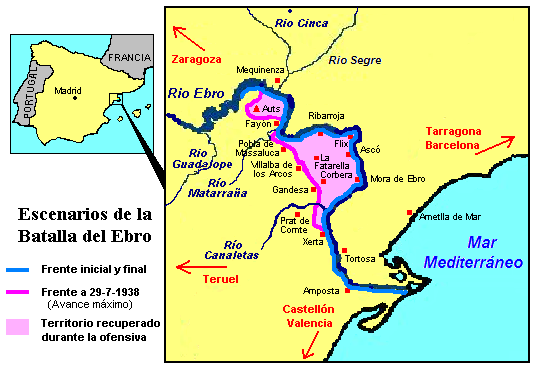
Mapa de la batalla de l'Ebre

Els Aüts s'estenen per uns 6 km de nord a sud a la riba dreta de l'Ebre, a 8 km al nord del municipi de Faió. La seva altitud és moderada, amb una elevació màxima de 434 metres a la punta dels Aüts.
El topònim és una derivació d'"els Aguts", amb l'assimilació de la -g- a -u-, un tret típic de la parla de Mequinensa.

## Història
Al temps de la Guerra Civil Espanyola els Aüts varen ser l'escenari de violents combats a la fase inicial de la batalla de l'Ebre, on la 42a divisió republicana va iniciar el pas del riu per aquesta zona la matinada del 25 de juliol, però va quedar encerclada per les forces rebels. Finalment els supervivents de la massacre varen haver de tornar a creuar l'Ebre en sentit contrari.
Hi ha un monument dedicat als soldats morts als Aüts al peu de les muntanyes a la vora de la carretera que va cap a Mequinensa.